# Thirimont (Beaumont)
Pour les articles homonymes, voir Thirimont.
Thirimont (en wallon et picard Tirimont) est une section de la ville belge de Beaumont située en Wallonie dans la province de Hainaut.
C'était une commune à part entière avant la fusion des communes de 1977.

## Géographie
Le village est borné au nord par Fontaine-Valmont, à l’est par Strée, au sud-est par Beaumont, au sud par Leval-Chaudeville, à l’ouest par Bousignies-sur-Roc (France) et au nord par Montignies-saint-Christophe.
Habitat dispersé dans le centre et 11 hameaux : Les Baraques, La Bouteillerie, Claire-Fontaine, Malaise, Mont-Plaquet, Palissade, Paradis, Pater, Routure, Sartiaux, Tombois.

## Évolution démographique
- Sources : INS, Rem. : 1831 jusqu'en 1970 = recensements, 1976 = nombre d'habitants au 31 décembre.

## Histoire
Des fouilles entreprises en 1886 ont permis de découvrir les vestiges d’une villa belgo-romaine et d’un cimetière franc.
En  1210, Gérard de Jauche, vassal de la comtesse de Hainaut, Jeanne de Constantinople, donne le patronat de l’église à l’abbaye d’Aulne. Six ans plus tard, il y ajoute la dîme.
L'église de style classique, complètement restaurée entre 1750 et 1753, contient une cuve baptismale datée de 1603. Le chemin de Croix date de 1840 les vitraux de 1963. La cure est une construction du XVIIIe siècle.
L’appartenance du village à la prévôté de Maubeuge a été de tout temps contestée à cause de la proximité de Beaumont. En 1452, le grand bailli intervient et désigne lui-même les échevins de la communauté. Ce n’est qu’en 1699, à la suite du traité de Lille, que la France met fin à ses prétentions à ce sujet.
En 1519, le village est la propriété des Croy qui le vendent à Louis Scokaert en 1664. La seigneurie est érigée en comté en 1690 par Charles IV, roi d’Espagne.
Vers 1830, on comptait 579 habitants et 120 maisons dont 8 fermes ainsi que 79 chevaux, 26 poulains, 173 bêtes à cornes, 64 veaux, 37 porcs et 500 moutons. Extraction de grès et de sable. Plusieurs petites briqueteries.

### Anecdote
Le monument aux Morts des deux guerres élevé au Tombois garde le souvenir de 12 soldats de 1914-1918 et de 4 militaires de 1940-1945 ainsi que de 3 civils décédés des suites de guerre. Il est surmonté d'un soldat au garde-à-vous. Dans la région, ce dernier est connu comme le "pètit saudart" étant donné sa petite taille.

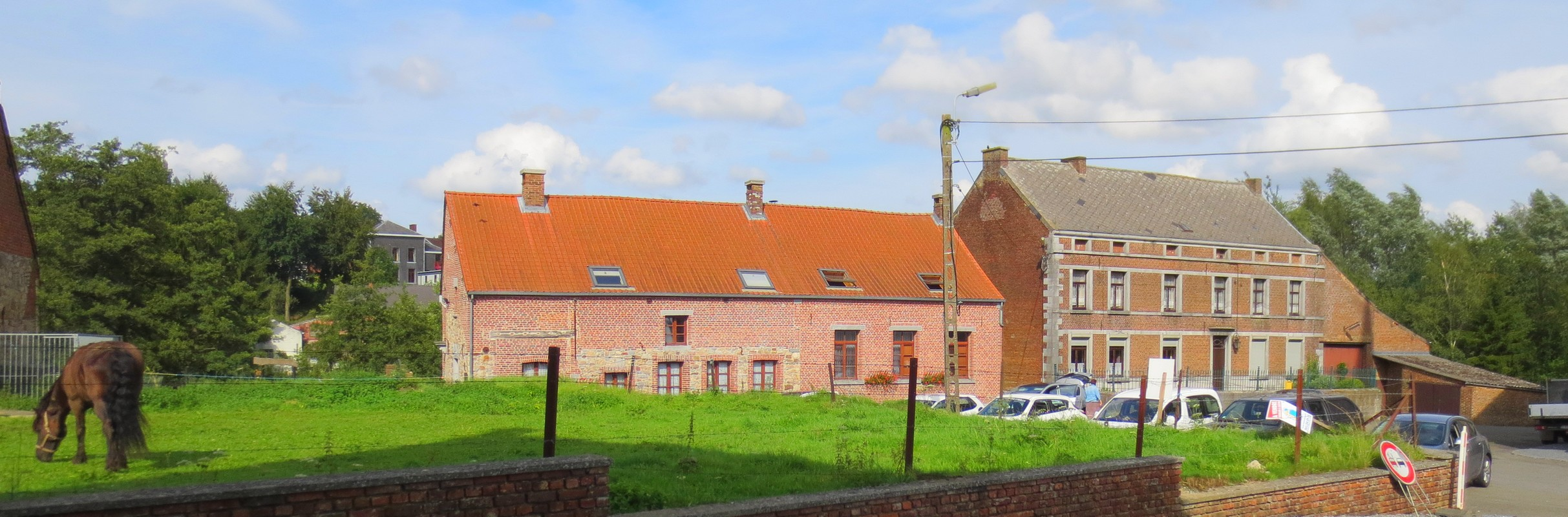
Thirimont.

## Armoiries
|  | Blasonnement : Écartelé aux 1 et 4 d’argent à trois fasces de gueules, aux 2 et 3 d’argent à trois doloires de gueules, les deux en chefs adossées. L'écu sommé d'une couronne à cinq perles . - Délibération communale : 16 juin 1924 - Arrêté royal : 15 juillet 1925 - Moniteur belge : 9-10 novembre 1925 |

## Patrimoine et culture

### Patrimoine architectural
- Eglise Saint-Martin, édifice de style classique qui date de 1730 par des millésimes à la clé d'arc de la porte et de 1753 par chronogrammes à l'intérieur du chœur[5].
- Chapelle Saint-Ghislain, modeste édifice de la 2e moitié du XIXe siècle[6]. Il se situe chaussée de Mons.
- Chapelle du Sacré-Cœur. Date de 1866, petite construction à nef et chevet semi-hexagonal[7]. Il se situe rue du Tombois.